# Yaruu, Zavkhan
Yaruu (tiếng Mông Cổ: Яруу) là một sum của tỉnh Zavkhan ở miền tây Mông Cổ. Vào năm 2005, dân số của sum là 2.547 người.

## Địa lý
Sum có diện tích khoảng 5.000 km2. Trung tâm sum, Chandmani, nằm cách tỉnh lỵ Uliastai 56 km và thủ đô Ulaanbaatar 1.040 km.

### Khí hậu
Yaruu có khí hậu bán khô hạn. Nhiệt độ trung bình hàng năm ở khu vực này là -4 °C. Tháng ấm nhất là tháng 7, khi nhiệt độ trung bình là 14 °C và lạnh nhất là tháng 1, với -25 °C. Lượng mưa trung bình hàng năm là 225 mm. Tháng ẩm ướt nhất là tháng 7, với lượng mưa trung bình là 57 mm, và khô nhất là tháng 1, với 3 mm.

## Kinh tế
Sum có một trường học, bệnh viện và khu dịch vụ.